# Neprjadva
La Neprjadva (in russo Непрядва?) è un fiume della Russia europea meridionale, affluente di sinistra del Don. Scorre nel dell'oblast' di Tula.
Il fiume ha origine vicino al villaggio di Nikitskoe non lontano dalla strada M4 «Don» (sezione Mosca-Voronež). Scorre in direzione nord-orientale e sfocia nel Don a 1 809 km dalla foce, presso il villaggio di Monastyrščino. Ha una lunghezza di 67 km; l'area del suo bacino è di 799 km².